# Homonota darwinii
El gecko de Darwin  (Homonota darwinii) es una especie de lagarto gekónido del género Homonota. Es un saurio de hábitos nocturnos y de dieta insectívora que habita en las costas de la Patagonia Argentina.

## Taxonomía
Homonota darwinii fue descrita originalmente en el año 1885 por el biólogo belga - inglés George Albert Boulenger. Anteriormente fue sinonimizada con Homonota gaudichaudii (Garthia gaudichaudii).
Localidad tipo
La localidad tipo es: Puerto Deseado. El ejemplar holotipo fue depositado en el Museo de Historia Natural de Londres (BMNH).
Etimología
Etimológicamente el término genérico Homonota deriva de las palabras en idioma griego homos que significa ‘uniforme’, ‘mismo’, ‘similar’ y notos que se traduce como ‘dorso’ o ‘espalda’. El nombre específico darwinii honra el apellido del naturalista inglés Charles Darwin, quien 50 años antes había capturado el ejemplar tipo en la costa santacruceña de la Patagonia árida, durante su célebre viaje sobre el bergantín “Beagle”.

## Distribución, hábitat y subespecies

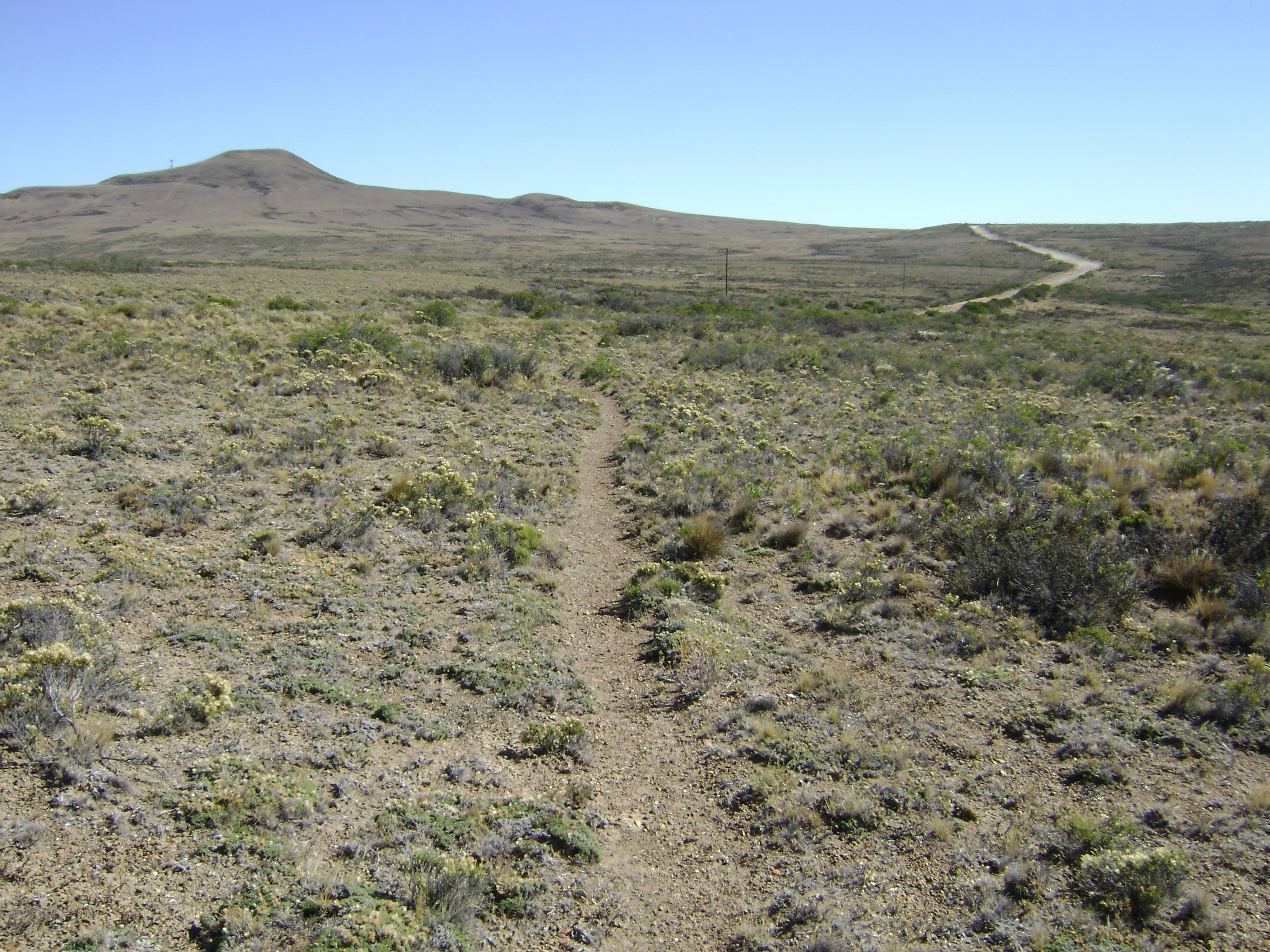
Estepa desértica en la costa patagónica; un ejemplo del hábitat de esta especie.

Homonota darwinii es endémico de la Argentina, siendo erróneamente citado para Uruguay.
Subespecies
Esta especie es subdividida en 2 subespecies:
- H. darwinii darwinii (Boulenger, 1885): Habita especialmente en la Patagonia oriental, encontrándose desde la provincia de Mendoza (dique El Nihuil), el oeste de La Pampa, siguiendo por Río Negro, Neuquén y Chubut, hasta el sur de Santa Cruz.

- H. darwinii macrocephala (Cei, 1978): Es endémica de la provincia de Salta (con localidad tipo: El Quebrachal).[6]

## Características
Homonota darwinii es un lagarto terrestre y nocturno, de unos 55 mm de largo entre hocico y cloaca, y algo más de 100 mm de longitud total.
Durante el día se refugia bajo piedras. Como estrategia para huir de sus depredadores emplea la táctica de la autotomía: se desprende la cola, que luego se regenera. También puede emitir vocalizaciones. Se reproduce de manera ovípara, colocando un huevo blanco por verano.
Una combinación de caracteres diagnósticos permite separarlo de otras especies del género Homonota. Posee un patrón cromático dorsal consistente en tonos generales grisáceos o anteados claros sobre el cual exhibe un reticulado oscuro el cual delimita manchas claras pudiendo estas formar una banda clara central longitudinal, sin embargo hay poblaciones más oscuras y otras más claras. 
En Homonota darwinii destaca la ausencia de escamas quilladas sobre la superficie lateral de la superficie del cuerpo y del dorsal de los muslos, las que sólo se hacen presentes en la mitad posterior de la superficie dorsal del cuerpo; por presentar escamas subcaudales verticalmente romboidales, y por el conducto auditivo con bordes dentados formados por escamas cónicas.

## Galería

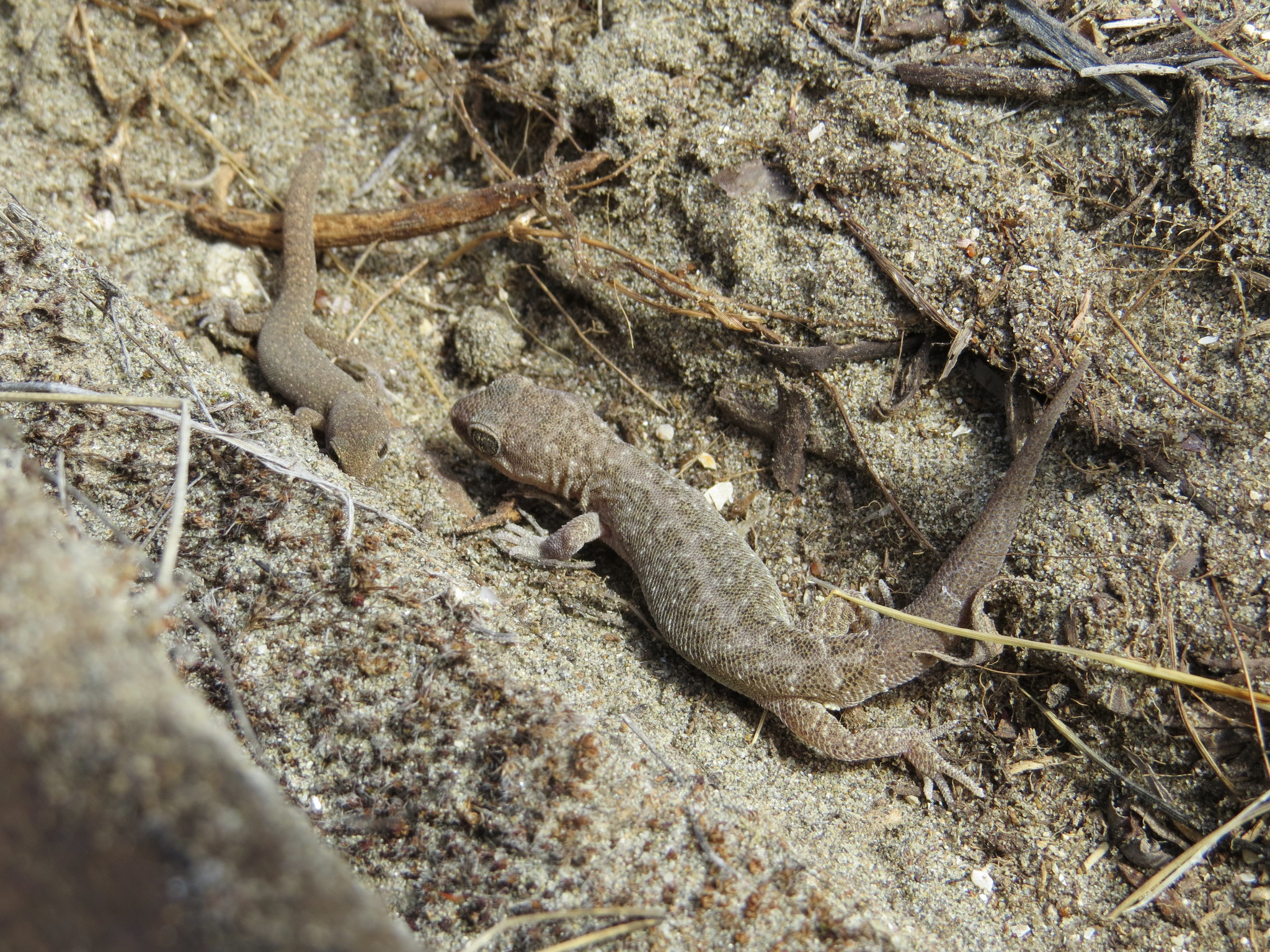
Homonota darwinii en Península de Valdés, Argentina
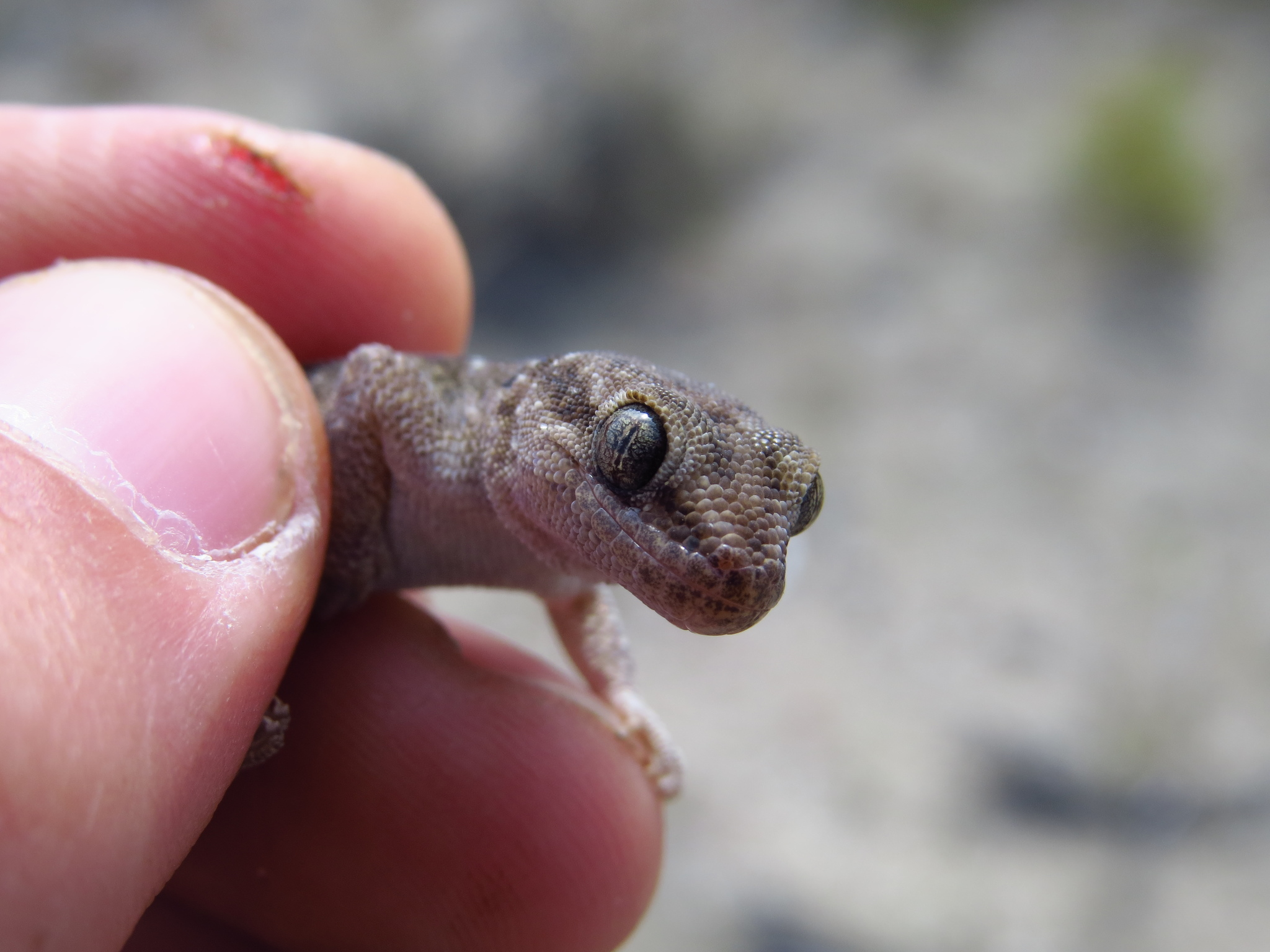
Homonota darwinii en Península de Valdés, Argentina
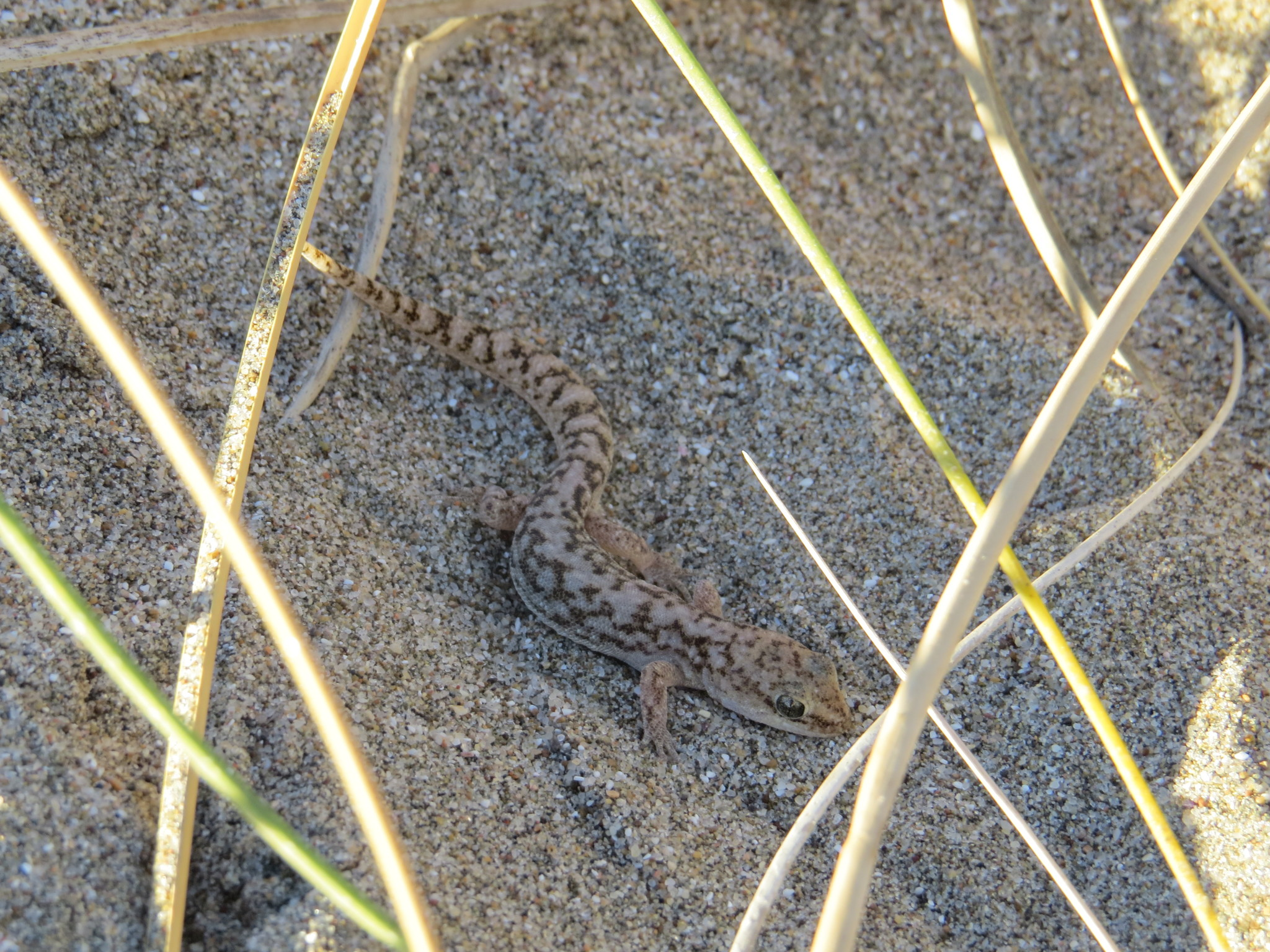
Homonota darwinii en Península de Valdés, Argentina